# هوائية فضية
هوائية فضية (الاسم العلمي: Antennaria argentea)، نوع من النباتات المُزهرة في أمريكا الشمالية من فصيلة النجمية المعروفة بالاسم الشائع رجل القط الفضي أو دائمة الفضة. موطنها الأصلي في المقام الأول ولاية أوريغون وشمال ووسط كاليفورنيا مع وجود مجموعات إضافية في ولاية نيفادا، وأيداهو، ومونتانا، وواشنطن.
تنمو الهوائية الفضية في الغابات الصنوبرية الجافة. هي عشبة معمرة تشكل رقعة قاعدية من أوراق صوفية بيضاوية الشكل رمادية اللون يبلغ طولها بضعة سنتيمترات وسيقانها عديدة ونحيلة ومنتصبة يصل طولها إلى 40 سم. وهي ثنائية المسكن، حيث تنتج النباتات المذكرة والمؤنثة أنواعًا مختلفة من الزهور. يتجمع كلا النوعين من الزهور في العديد من رؤوس الزهور ذات قنابات بيضاء. تنتج النباتات الأنثوية ثمارًا فقيرة ذات لب ناعم يبلغ طوله بضعة ملليمترات

## روابط خارجية
- Paul Slichter, Pussytoes: The Genus Antennaria West of the Cascade Mountains of Oregon and Washington, Silvery Pussytoes, Silvery Everlasing Antennaria argentea several photos
- Jepson Manual Treatment
- United States Department of Agriculture Plants Profile
- Calphotos Photo gallery, University of California